# Kirchberg in Tirol
Kirchberg in Tirol – gmina w Austrii, w kraju związkowym Tyrol, w powiecie Kitzbühel. Jest bazą narciarską i ośrodkiem sportowym. Liczy 5125 mieszkańców (1 stycznia 2015). Leży w Alpach Kitzbühelskich. W przeszłości często odbywały się tu zawody w ramach Pucharu Świata w narciarstwie dowolnym.

## Osoby

### urodzone w Kirchberg in Tirol
- Katharina Gutensohn, narciarka alpejska

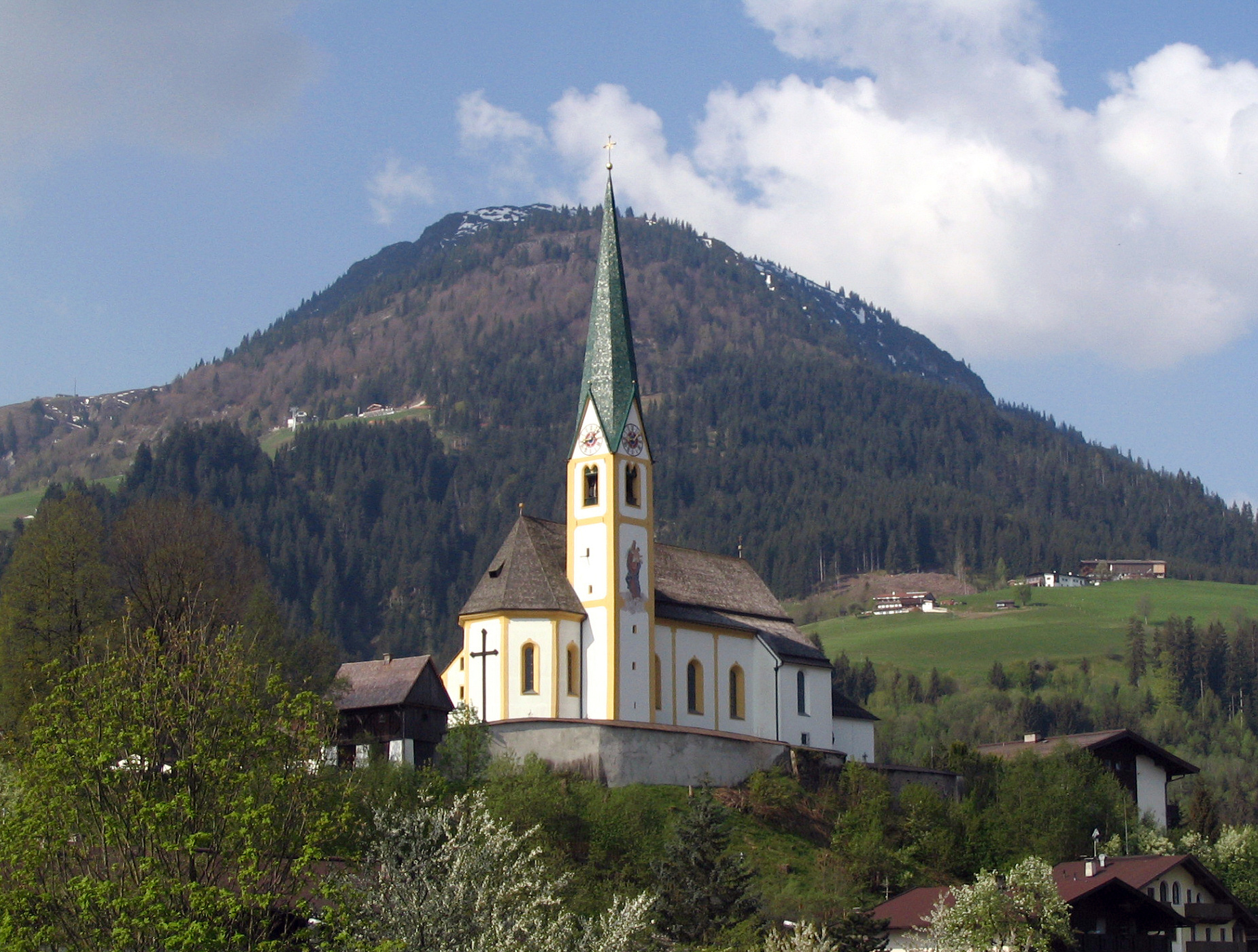
Kościół pw. św. Ulryka (Hl. Urlich)